# Alive & Kicking
Albums de Nana Mizuki
DREAM SKiPPER
(2003) Hybrid Universe
(2006)
Singles
Alive & Kicking est le 4e album studio de la chanteuse et seiyū japonaise Nana Mizuki sorti le 8 décembre 2004 sous le label King Records. Il arrive 17e à l'Oricon et reste classé 6 semaines pour un total de 32 890 exemplaires vendus.

## Liste des titres
| 1.  | Miracle Flight (ミラクル☆フライト)                        | Toshiro Yabuki | Toshiro Yabuki                               | 4:09 |
| 2.  | Innocent Starter                                          | Nana Mizuki    | Tsutomu Ohira                                | 4:40 |
| 3.  | Fake Angel                                                | Nana Mizuki    | Takahiro Iida                                | 4:00 |
| 4.  | Daisuki kimi e (大好きな君へ)                             | Toshiro Yabuki | Tsutomu Ohira                                | 4:52 |
| 5.  | Tears' Night                                              | Yuumao         | Noriyasu Agematsu                            | 5:07 |
| 6.  | Soyokaze ni fukarete... (そよ風に吹かれて．．．)          | Toshiro Yabuki | Tsutomu Ohira                                | 4:55 |
| 7.  | Independent Love Song (lit. Chanson d'amour indépendante) | Nana Mizuki    | Tsutomu Ohira                                | 5:31 |
| 8.  | Take A Shot                                               | Toshiro Yabuki | Toshiro Yabuki                               | 4:10 |
| 9.  | Panorama (パノラマ -Panorama-)                            | Nana Mizuki    | Akimitsu Honma/Akimitsu Honma, Tsutomu Ohira | 4:29 |
| 10. | Jump! (JUMP!)                                             | Nana Mizuki    | Takahiro Iida                                | 4:08 |
| 11. | Cherish                                                   | Toshiro Yabuki | Toshiro Yabuki                               | 4:25 |
| 12. | It's in the bag                                           | Toshiro Yabuki | Kenji Kitajima/Tsutomu Ohira                 | 4:29 |
| 13. | Abilities                                                 | Toshiro Yabuki | Toshiro Yabuki                               | 4:28 |
| 14. | M.A.M.A                                                   | NAOKO          | Tsutomu Ohira                                | 5:42 |